# Eccelso Ordine della Stella di Sarawak
Il Molto Eccelso Ordine della Stella di Sarawak è un ordine cavalleresco di Sarawak.

## Storia
L'ordine è stato fondato nel 1964.

## Classi
L'Ordine dispone di sette classi di benemerenza:
| Classe                                                   | Post nominale | Titolo    | Creato | Modificato | Numero massimo di insigniti (allo stesso tempo) | Foto                                          |
| -------------------------------------------------------- | ------------- | --------- | ------ | ---------- | ----------------------------------------------- | --------------------------------------------- |
| Satria Bintang Sarawak (Cavaliere Gran Commendatore)     | S.B.S.        | Pehin Sri | 2003   | -          | 8                                               | 1 Archiviato il 23 aprile 2013 in Archive.is. |
| Panglima Negara Bintang Sarawak (Cavaliere Commendatore) | P.N.B.S.      | Dato' Sri | 1964   | 1973, 1988 | 8                                               | 2                                             |
| Panglima Setia Bintang Sarawak (Commendatore)            | P.S.B.S.      | Dato'     | 1964   | 1973, 1988 | 18                                              | 3                                             |
| Johan Bintang Sarawak (Compagno)                         | J.B.S.        | -         | 1964   | 1973, 1988 | 52                                              | 4 Archiviato il 20 agosto 2013 in Archive.is. |
| Pegawai Bintang Sarawak (Ufficiale)                      | P.B.S.        | -         | 1964   | 1973, 1988 | -                                               | 5 Archiviato il 20 agosto 2013 in Archive.is. |
| Ahli Bintang Sarawak (Membro)                            | A.B.S.        | -         | 1964   | 1973, 1988 | -                                               | 6                                             |
| Bentara Bintang Sarawak (Araldo)                         | B.B.S.        | -         | 1964   | 1973, 1988 | -                                               | 7                                             |

| Nastri attuali |        |           |          |              |                        |                             |
| Araldo         | Membro | Ufficiale | Compagno | Commendatore | Cavaliere Commendatore | Cavaliere Gran Commendatore |

## Insegne
- Il nastro cambia a seconda della classe.

## Insigniti notabili
- 2003 - Mahathir Mohamad[1]